# Hoher Nebelkogel
Le Hoher Nebelkogel est une montagne qui s’élève à 3 211 m d’altitude dans les Alpes de Stubai, en Autriche.